# Batailles de La Fluvià
Guerres de la Révolution française
Batailles
Les batailles de La Fluvià, sont la somme de trois combats qui se sont déroulés le 14 juin 1795 (26 prairial de l'an III), à Espinavessa (ca), Pontós et Armadas (es), entre les troupes françaises dirigée par Barthélemy Schérer et les troupes espagnoles commandées par José de Urrutia (es), lors de la guerre du Roussillon pendant les guerres de la Révolution française de la Première Coalition. 

## Préambule
Par décret du 13 ventôse an III (3 mars 1795), le Comité de salut public nomme le général Barthélemy Schérer à la place de Catherine-Dominique de Pérignon, sans compensation et sans récompense, qui était pourtant le général auquel la république devait les conquêtes de Figuères et de Roses en raison des résultats des derniers combats (combat de Cistella, combat de Bàscara et combat de Pontós).

Le nouveau général en chef de l'armée des Pyrénées orientales arriva à Figueras deux jours après le combat de Pontós, le 10 prairial an III (29 mai 1795), et le 12 prairial an III (31 mai 1795), il entra en fonction.

C'était la quatorzième fois, depuis deux ans, que le commandement de l'armée des Pyrénées orientales changeait de mains !
À l'arrivée du nouveau général l'effectif de cette armée parvenait à se  maintenir, depuis trois mois, à 35 000 hommes tout compris, le littoral et les garnisons depuis les sources de l'Aude jusqu'aux montagnes de la Sègre. 

Néanmoins le général Schérer osa proposer, comme son prédécesseur, l'invasion de la Catalogne. 
Son plan était, à quelques modifications près, celui de du général Pérignon. 

Il débutait toutefois par une idée de barrer la plaine de l'Empordà par un retranchement qui devait courir sans interruption de Riumors à Aviñonet. Cette ligne terminée, le général Schérer consacrait à sa défense 2 000 hommes et en laissait également 2 000 hommes à Figueras, et autant à Roses ou sur la côte espagnole, 3 000 hommes sur la côte française jusqu'à Aigues-Mortes, 1 000 hommes à Perpignan, 1 600 hommes entre le fort de Bellegarde et Prats-de-Mollo, et enfin 2 000 hommes pour occuper Mont-Louis et la Cerdagne conquise soit au total, 13 600 hommes à déduire de 35 000. Restaient donc 21 400 combattants disponibles, lesquels étaient partagés en quatre divisions actives : trois en Empordà et une en Cerdagne.
Les trois divisions de l'Ampurdan, après avoir achevé la ligne de défense de cette plaine, se retiraient sur les collines qui s'étendent de Figueras à Cistella, pour y respirer un air moins impur que l'air pestilentiel des marais dont elles
étaient entourées, puis elles attendaient ainsi les renforts que le général Schérer avait demandés pour l'exécution de ses projets ultérieurs.

Ces renforts, c'étaient : 
- 25 000 hommes d'infanterie,
- 2 000 de cavalerie,
- le complément de 4 batteries légères,
- 40 bouches à feu de siège,
- 10 000 chevaux de trait,
- 600 milliers de poudre.

Ces 27 000 soldats, ajoutés aux 21 000 des quatre divisions actives, portaient l'armée expéditionnaire à 48 000 combattants.

Cela posé, 10 000 hommes de la division de Cerdagne, supposée complétée à 12 000, gagnaient les sources du Ter, descendaient cette vallée jusqu'à Ripoll, chassaient les Somaténs de toutes leurs positions, remontaient vers Olot, dispersaient également les bandes qui infestaient ces parages, et venaient alors appuyer à droite les deux divisions du centre. Ces deux divisions, chacune de 10 000 combattants aussi, débouchaient simultanément, l'une de Besalú, l'autre de Bàscara, sur Banyoles, puis, ce camp emporté, elles s'avançaient sur Gérone. C'est dans ce dernier trajet que la division de Cerdagne opérait sa jonction.

Cependant un corps de 18 000 hommes, dont 3 000 de cavalerie, eût suivi la grande route et manœuvré de manière à acculer les défenseurs du col Oriol sur les trois divisions françaises en marche pour Gérone. 
Le général Schérer ne doutait pas que les espagnols ne fussent ainsi contraint, ou de livrer une bataille qu'il devait perdre, ou de battre en retraite jusqu'aux montagnes de l'Aragon. Alors il attaquait Gérone et une fois cette forteresse emportée, il y laissait 8 000 hommes, et avec les 40 000 autres, il se décidait suivant les circonstances, soit à poursuivre l'armée battue ou dispersée, soit à marcher sur Barcelone. Quoi qu'il
en soit, il devait tout faire pour empêcher que les débris de cette armée ne se jetassent dans la grande place dont il convoitait les portes, car le bombardement de Barcelone ne pouvait aboutir, qu'autant que la population de cette riche cité continuerait à dominer la garnison.
Le Comité répondit au général Schérer « qu'il avait renoncé aux vastes projets sur cette frontière, que si lui, général, avec les moyens dont il disposait actuellement, il était sûr de battre les Espagnols et de les forcer à la paix, il était autorisé à engager la partie, qu'on ne lui prescrivait qu'une seule chose : ne rien livrer au hasard. »

C'était lui prescrire d'attendre, l'arme au bras, que l'Espagne se décidât à la paix. Mais il fallait vivre en attendant, et le cruel besoin fut plus impérieux que le Comité. En effet, ne voyant plus, pour nourrir ses soldats affamés, d'autres ressources que les blés au milieu desquels les Espagnols, régulièrement alimentés par leurs magasins, campaient sans y toucher, le général Schérer voulut s'emparer de la riche moisson qui achevait de mûrir sur la rive droite de la basse Fluvià, qu'on appelle le petit Ampurdan, et ce fourrage amena une batailla.

## Batailles de La Fluvia
Pour exécuter un fourrage dans le petit Ampurdan, il fallait forcer l'aile droite de l'armée espagnole. Cette tâche fut confiée à la division du centre sous le commandement du général Haquin. La division de gauche restait
en réserve pour appuyer au besoin nos fourrageurs, car le général Sauret était malade et le général Augereau, qui avait toujours les missions périlleuses, devait masquer et contenir, avec la seule division de droite, les deux tiers de la ligne ennemie. Le jour fixé par Schérer était le 26 prairial an III (14 juin 1795).
En conséquence, dans la soirée du 25 prairial an III (13 juin 1795), quatre colonnes sortirent des cantonnements et se portèrent sur les bords de la Fluvià, où, avant la fin de la nuit, elles occupaient les positions qui leur avaient été assignées d'avance.

La première, la colonne de gauche, spécialement chargée du fourrage, comptait 1 500 fantassins, 300 hussards et 4 bouches à feu, aux ordres du général Rougé. Elle se déploya entre San-Pescador et un bois qui s'étend au-dessus et au nord de Torroella de Montgrí. Le village de Sant Pere Pescador, ainsi que le bois de Torruella, furent occupés par des détachements d'élite, et les hussards se formèrent en avant de Vilamacolum, à droite et en arrière du bois.

La seconde colonne était séparée de la première par une distance de deux kilomètres. Son chef, le général Banel, qui conduisait 1 600 fusiliers, 100 chevaux et 4 pièces de 4, vint couronner le plateau en avant de San-Tomas et les hauteurs boisées au nord-ouest de San-Miquel. Les généraux Rougé et Banel obéissaient au général divisionnaire Haquin, qui disposait en outre des brigades Point et Guillot, et de 600 chevaux. Cette réserve, de 4 000 hommes, était rangée sur trois lignes : la première, cinq bataillons, général Point, touchant et débordant à droite Vilamacolum ; la troisième, quatre bataillons, général Guillot, à deux portées de fusil en arrière et à gauche de la précédente, et enfin la cavalerie, dans l'intervalle. Cette dernière était sous la main du général de division Dugua.

Les deux autres colonnes, fournies par la division de droite, devaient à elles seules faire face au centre et à la gauche de l'ennemi. C'étaient les deux brigades Beyrand et Bon. Le général Beyrand, qui avait sous ses ordres 1 800 hommes d'infanterie, 100 de cavalerie et 4 pièces d'artillerie légère, prit position sur les hauteurs de Pontós, et le général Bon, avec 1 000 chasseurs à pied et 100 à cheval, s'établit au puig de las Forcas qui s'élève, entouré de bois, en arrière et à droite d'Espinavessa (ca). Enfin le général Augereau, avec le reste de sa division campée sous Figueras, se tenait prêt à soutenir ses deux lieutenants.
Surpris et s'imaginant que les Français allaient attaquer avec toutes leurs forces, général Urrutia (es) mit de suite en mouvement son armée tout entière, et la déploya sur les éminences de la rive droite, depuis L'Armentera en face de Sant Pere Pescador, jusqu'au-delà de Vilert (ca) qui regarde Espinavessa (ca), puis il attendit un moment la détermination française. Mais comme, tonnés d'un déploiement qui annonçait une bataille, les Français restent immobiles, et le général espagnol, pour s'éclairer, ordonna à ses deux ailes de pousser  une double reconnaissance.
Aussi, vers huit heures du matin, les Français sont brusquement attaqués à droite et à gauche.
À gauche, sous la protection d'une infanterie nombreuse et de plusieurs batteries de position, qui viennent border la rive droite de la Fluvià, 1 000 à 1 200 cavaliers espagnols, accompagnés d'une troupe de voltigeurs, franchissent le torrent en deux colonnes : la première, entre San-Miquel et Sant Tomàs (ca), à hauteur du général Banel ; la seconde, à 500 mètres en amont de Torroella, face aux hussards du général Rougé.
Le général Banel, qui occupait une position excellente, repoussa facilement quelques escadrons, mais il n'en fut pas de même du côté de Torroella.
Sur ce point pourtant, la cavalerie espagnole n'avait pas plutôt pris pied sur la rive gauche, que les voltigeurs qui la flanquaient à son passage s'étaient repliés sur la rive droite, et cette cavalerie elle-même, qui, à peine formée en bataille,
avait été assaillie par les Français et fusillée à bout portant par les carabiniers de la 8e légère embusqués dans le bois de Torroella, cette cavalerie se retirait déjà, poursuivie par les hussards, quand ceux-ci se virent tout à coup chargés en flanc droit par les escadrons que Banel venait de repousser.
C'était bien, en effet, la colonne refoulée de San-Miquel, qui, au lieu de chercher un abri derrière la Fluvià, en avait bravement descendu la rive gauche sous le feu du plateau de Sant Tomàs (ca), et, par une manœuvre d'une rare audace, accourait au secours de la colonne de Torroella. Les 300 hussards Français furent culbutés, et sauf l'escadron Pinon, 60 chevaux, qui soutinrent la retraite avec un grand sang-froid, les autres se réfugièrent en désordre sous Vilamacolum. Là, en tête de la réserve, se tenaient les généraux général de division Dugua et général Haquin, qui s'empressent de réparer l'échec des hussards.
Le général Dugua les rallie et en prend le commandement, car leur chef, le colonel Louis Jean Charles Bougon-Duclos est blessé. Le général Hacquin appelle à lui les quatre bataillons du général Guillot, en place trois en avant de Vilamacolum, à droite des hussards, qui s'étaient reformés, et le quatrième à gauche, avec ordre de marcher au pas de charge sur Torroella et tous ensemble ils allaient reprendre l'offensive, lorsque les cavaliers espagnols, qui n'avaient en vue qu'une simple reconnaissance, la jugeant terminée, repassèrent la Fluvià.
Le général général Vives (en), qui commandait l'aile gauche de l'armée castillane, venait aussi d'achever sa reconnaissance sur la colonne française de droite. Il avait traversé la Fluvià à Vilert (ca) et s'était avancé au-delà d'Espinavessa (ca), sur la position qu'occupait, à un quart de lieue de la rivière, le général Bon. Mais il avait été si rudement accueilli, qu'il s'était imaginé que Bon dissimulait dans les bois qui l'entouraient, la majeure partie de ses forces. Il était donc revenu sur ses pas jusqu'au bord du torrent, y avait massé sa colonne, et s'était hâté de rendre compte à son chef de sa découverte.

### Plan d'attaque d'Urrutia
On vient donc annoncer coup sur coup à Urrutia, que les Français avaient concentrés leurs forces à gauche et à droite : à notre gauche, quatre brigades et presque toute notre cavalerie et à droite, nos bataillons de chasseurs dont une partie doit être dissimulée dans les bois d'Espinavesa. Des hauteurs du col Oriol où il est placé, général Urrutia (es) n'aperçoit d'ailleurs aucun mouvement parmi les Français qui occupent Pontós. Alors, bien convaincu que nous n'en voulons qu'à ses deux ailes et que notre centre est dégarni, il prend une énergique et grande résolution : il jettera de 16 000 à 17 000 hommes sur Pontós, écrasera ce poste isolé, puis, se rabattant à droite, il tournera et acculera à la Fluvià, à la mer, les quatre brigades de notre gauche, tandis que notre droite aura à lutter contre les 5 000 combattants de la  division Vives (en).

### Combat d'Espinavessa
Le général Vives fut le premier en mesure d'attaquer; car non seulement il n'avait pas abandonné la rive gauche, mais il y avait peu à peu concentré toute sa division. Ses tirailleurs étaient même restés constamment aux prises avec nos avant-postes. Aussi, Urrutia n'avait pas encore fini de grouper ses forces autour de Bàscara, que déjà son lieutenant avait repris l'offensive. Il était midi.
Déployé sur la crête d'un versant au pied duquel s'étendait la ligne de bataille du général Vives, le général Bon appuyait sa droite à un large et profond ravin dont son avant-garde, aux ordres de l'adjudant général Rusca, éclairait l'avenue, sa gauche était imparfaitement couverte par un bois qui ne la joignait pas, mais ce bois était gardé par quelques vigoureuses compagnies du 1er des Vengeurs et par le 3e bataillon de la Drôme, enfin sur ses derrières, qu'assurait d'ailleurs un escarpement du ruisseau du Moulin, se tenaient, prêts à charger, deux escadrons de chasseurs à cheval.
Le général Vives commença par tâter les flancs de son adversaire, mais ce fut en vain que sa gauche essaya de forcer le ravin qui défendait notre droite, et sa cavalerie, la trouée qui séparait notre gauche du bois. L'adjudant général Rusca d'une part, et de l'autre la troupe d'élite qui gardait la lisière du bois, déjouèrent ces tentatives. Alors le général espagnol fit ouvrir sur son centre un feu régulier de bataillon.
Le général français n'eut garde d'accepter un combat de mousqueterie. Ses soldats ne tiraient pas mieux que les Espagnols, et ils étaient cinq fois moins nombreux, mais, en revanche, rien ne résistait aux baïonnettes de ces terribles chasseurs. Le général Bon fait donc sonner la charge, et, sans se former en colonne, manœuvre qui aurait trahi la faiblesse numérique de sa petite troupe, il marche en bataille, s'avance ainsi jusqu'à portée de pistolet, puis, voyant que l'ennemi, impassible , continue tranquillement son feu, il fait croiser la baïonnette et prendre le pas de course. Ce mouvement fut décisif : en un clin d'œil, toute la ligne de Vives, culbutée dans la Fluvià , regagna pêle-mêle l'autre bord, et nos cavaliers, tombant sur les fuyards attardés, « en firent, dit le rapport du général Schérer, un massacre épouvantable ».

### Combat de Pontós
Cependant le général en chef de l'armée espagnole (es) ayant rassemblé, aux abords du pont de Bàscara, son centre et sa réserve, lançait à la fois sur Pontós et son avant-garde aux ordres du général Arias et les divisions général La Romana et la Cuesta, c'est-à-dire plus de 15 000 hommes d infanterie, 1 500 au moins de cavalerie et une artillerie formidable.
Devant ces masses qui débouchent et convergent inopinément sur lui, le général Beyrand se resserre en toute hâte sous la butte de l'Ange, au pied de laquelle va se décider le sort de l'armée française.
Emplacement d'un ancien château fort dont il ne reste plus que des pans de muraille, la butte de l'Ange s'élève au milieu d'une enceinte demi-circulaire de collines qui se déploient d'Armadas (es) à Pontós. C'est un rocher isolé, à pic du côté d'Armadas, fort escarpé du côté de Pontós, mais raccordé en pente accessible avec la plaine qui s'incline vers la Fluvià. La plate-forme sur laquelle le château était assis,
permet à peine le développement d'une centaine d'hommes.
Aussi cette butte n'est-elle pour le général Beyrand qu'un point d'appui, et c'est à ses pieds, sur les éminences de l'est, qu'il reforme, pour une lutte suprême, ses 1 800 soldats brusquement assaillis par plus de 17 000.
Le général Arias marche au centre, le général la Cuesta à droite, et le général la Romana à gauche. 
Le général Arias abordera la butte, tandis que le général la Cuesta culbutera notre ligne de bataille que la cavalerie se chargera d'achever, puis il s'avancera sur Armadas, afin d'intercepter les secours qui ne manqueront pas de nous arriver de ce côté, alors que le général la Romana s'emparera du village de Pontós, enveloppera la butte de l'Ange du côté de l'ouest, et repoussera tout ce qui pourrait venir de Figueras, et enfin la cavalerie, en attendant son tour, gardera les extrémités de ce demi-cercle.
Ce demi-cercle est bientôt formé, Pontós est emporté, et la butte assaillie. Rien n'arrête les Espagnols. Sous la mitraille, à cent pas, ils organisent leurs colonnes d'assaut, et s'avancent pour escalader la butte autour de laquelle notre ligne, refoulée sur elle-même, se presse et s'enroule. En vain le général Beyrand interroge du regard l'horizon : rien ne paraît. Sans doute le général Schérer entend son canon, mais les généraux Augereau et Haquin sont à
deux lieues de Pontós. Enfin, après trois quarts d'heure d'efforts héroïques et d'attente, voyant le général la Cuesta envahir la grande route et se porter sur Armadas le général républicain abandonne la partie. Il se glisse derrière la butte dont les défenseurs lui servent d'arrière garde, et il s'engage ainsi dans un terrain tourmenté qui le préservera un moment de la cavalerie espagnol, mais où il laissera son artillerie que l'explosion d'un caisson achève de bouleverser. Cette perte allège sa marche, mais s'il sort des ravins, c'est pour tomber sous les sabres de la cavalerie du général de la Romana qui l'attend à son débouché en plaine. Le malheureux général se trouvait donc dans une situation des plus critiques, quand le général Augereau, qui toujours flairait le danger des siens, parut pour le tirer d'embarras.
Le général Augereau avait entendu, vers midi, la fusillade reprendre du côté d'Espinavessa (ca). De suite alors il s'était porté, avec un millier d'hommes de sa réserve, au secours du général Bon et il remontait le ruisseau du Moulin dont le général Beyrand descendait un affluent de droite, quand, sur sa gauche, le bruit d'un combat plus retentissant, plus acharné que celui qui l'attirait sur la haute Fluvià, l'avait déterminé à changer de direction. Il s'était donc dirigé sur Pontós et avait bientôt rencontré les cavaliers qui poursuivaient notre colonne du centre. Tomber sur eux et les repousser, fut pour l'impétueux général l'affaire d'un moment, et le général Beyrand, délivré, continua sa retraite vers le nord.

### Combat d'Armadas
Voyant cette proie leur échapper, les généraux Arias et la Romana vont rejoindre le général la Cuesta sur les hauteurs d'Armadas (es), puis, leur jonction opérée, ces trois généraux se remettent en marche, traversent et dépassent Armadas, et viennent se former en bataille parallèlement à au général Beyrand.
Le général Beyrand, en effet, s'était arrêté à une demi lieue de là, à Bàscara, et, appuyant sa droite à ce village, il s'était développé vers l'est, car il commençait à découvrir, dans cette partie, les têtes de deux colonnes que le général Schérer avait envoyées à son secours, celles des généraux Point et Banel. Également, de côté opposé, le général Duphot qui accourait en toute hâte de Figueras, et le général Augereau qui revenait sur ses pas, approchaient de Bàscara. C'étaient, par suite, 7 000 Français qui allaient se trouver réunis. Mais ils avaient devant eux 16 000 Espagnols. Néanmoins, le général Augereau décide que les Espagnols seront attaqués sur-le-champ, et que lui et le général Duphot d'une part, et les généraux Point et Banel de l'autre, chargeront leurs flancs à la baïonnette, tandis que le général Beyrand fera face à leur front.
Et en effet, à quatre heures, le général Beyrand était déployé en avant de Garrigàs, à cent toises de la ligne ennemie. Quatre colonnes d'attaque l'encadraient, les généraux Augereau et Duphot à droite, et les généraux Point et Banel à gauche, et un nouveau combat s'engageait. Malheureusement, les profondes découpures du sol ne permirent pas aux colonnes françaises de charger, mais leur attitude menaçante, les positions avancées des généraux Augereau et Banel qui d'un moment à l'autre pouvaient fondre sur Bàscara, un feu roulant de bataillon exécuté par les défenseurs de Pontós avec la même ardeur qu'eussent fait des troupes fraîches, enfin le désappointement d'un but manqué, déterminèrent les Espagnols, après une heure de résistance, à céder le terrain.
Ce mouvement rétrograde se prononçait à peine, que notre colonne de gauche et sa réserve, qui, depuis l'attaque dont elles avaient eu raison le matin, ne s'étaient plus préoccupées que du but spécial qu'elles avaient à remplir, que les
deux brigades Rougé et Guillot forçaient le cordon de troupes qui bordait la rive droite de la Fluvià, et effectuaient, dans le petit Ampurdan, le fourrage qui avait amené cette lutte sanglante.

### Bilan
À huit heures du soir, les deux armées rentraient dans leurs camps, l'une avec les épaves de l'artillerie relevée derrière nous dans les ravins de Pontós, l'autre avec 300 voitures de blé et quelques troupeaux, trophées douteux, cher butin d'une victoire que chaque parti s'attribuait.
Chacun avait sa part de gloire. Car si le général Schérer, pour réparer une imprudence, avait disposé de sa réserve avec habileté et à propos, si le général Augereau, en prouvant qu'il avait autant de ténacité qu'on lui reconnaissait d'ardente initiative, avait couronné sa réputation, si le général Bon, culbutant, avec ses 1 000 chasseurs, une ligne de 5 000 hommes, avait accompli le plus brillant fait d'armes de la campagne, les Espagnols aussi pouvaient être fiers de la journée : leur cavalerie s'était surpassée à Torruella, leurs divisions du centre n'avaient jamais donné avec plus de vigueur et d'ensemble, et à leur général en chef, pour que son beau mouvement sur Pontos réussit, il n'avait manqué que d'autres adversaires.
Mais par malheur pour lui, le général Urrutia (es) avait eu affaire à des troupes formées à une école de trois années de privations inouïes et de perpétuels combats, école dont les rudes élèves étaient l'élite future de la plus admirable armée des temps modernes, de l'armée d'Italie. Aussi, en fin de compte, 12 000 de ces soldats avaient fait reculer 25 000 Espagnols, sans qu'il en coutât aux nôtres plus de 85 morts et de 297 blessés, tandis qu'ils avaient blessé ou tué à l'ennemi de 1 000 à 1 200 hommes, dont 30 officiers.
Cette rencontre, qui était la dernière sur ce théâtre, résumait assez bien la guerre des Pyrénées orientales : un début timide, une singulière alternative de revers et de succès, de part et d'autre une grande bravoure et des actions d'éclat disséminées, enfin, pour conclusion, le champ de bataille aux Français.